# Списък на фигурите в Анатомията на Грей: VI. Артерии
Фигурите по-долу се срещат в глава VI-та: Артерии от Анатомията на Грей (версия от 1918 г.)

## Въведение(Тема 141)
- Фигура 503
- Фигура 504

## Аорта(Тема 142)
- Фигура 505
- Фигура 506

## Артериинаглаватаишията

### Обща сънна артерия

#### Relations (Тема 143)
- Фигура 507

#### Външна сънна артерия(Тема 144)
- Фигура 508
- Фигура 509
- Фигура 510
- Фигура 511

#### Triangles of the neck(Тема 145)
- Фигура 512

#### Вътрешна сънна артерия(Тема 146)
- Фигура 513
- Фигура 514
- Фигура 515
- Фигура 516
- Фигура 517
- Фигура 518

### Артерии на мозъка (Тема 147)
- Фигура 519

## Артериинагорните крайници

### Подключична артерия(Тема 148)
- Фигура 520
- Фигура 521
- Фигура 522

### Подмишница

#### Подмишнична артерия(Тема 149)
- Фигура 523
- Фигура 524

#### Мишнична артерия(Тема 150)
- Фигура 525
- Фигура 526

#### Лъчева артерия(Тема 151)
- Фигура 527
- Фигура 528

#### Лакътна артерия(Тема 152)
- Фигура 529

## Артериинатуловището

### Низходяща аорта

#### Гръдна аорта(Тема 153)
- Фигура 530

#### Коремна аорта(Тема 154)
- Фигура 531
- Фигура 532
- Фигура 533
- Фигура 534
- Фигура 535
- Фигура 536
- Фигура 537
- Фигура 538
- Фигура 539

#### TheВътрешна хълбочна артерия(Тема 155)
- Фигура 1170
- Фигура 541
- Фигура 542
- Фигура 543
- Фигура 544

## Артериинадолните крайници

### Бедрена артерия(Тема 157)
- Фигура 545
- Фигура 546
- Фигура 547
- Фигура 548
- Фигура 549
- Фигура 550

### Подколенна ямка(Тема 158)
- Фигура 551

### Подбедрена артерия(Тема 159)
- Фигура 552

### Предна голямопищялна артерия(Тема 160)
- Фигура 553

### Задна голямопищялна артерия(Тема 162)
- Фигура 554
- Фигура 555